# محمد القميش
محمد القميش لاعب كرة قدم سعودي ، يلعب حارس مرمى.

## مسيرة اللاعب
كانت بداياته مع الفتح و لعب بعدها لأندية أبها والفيحاء والنهضة ونادي النجوم ونادي الساحل ونادي الروضة ونادي الريان.